# أسكي موصل
أسكي موصل هي بلدة عراقية تقع 50 كم شمال غرب مدينة الموصل في محافظة نينوى، تقع فيها أطلال موقع بلد الذي يعود للعصر العباسي. تقع أسكي موصل قرب «سد أسكي موصل» والذي يسمى اليوم سد الموصل. اسمها بالتركية يعني الموصل القديم.

ذكرها الخطيب العمري (ت. نحو 1235 هـ / 1820 م) في «منية الأدباء» قائلا: 
وفيها بعض اثار الدولة العباسية
كما ظهر اسم البلدة في إحصاء 1957 م وكان عدد سكنها في تلك العام 615 نسمة.
ولعبد الله أمين أغا، كتاب «بلد «أسكي موصل»: تاريخها وآثارها» (مطابع الجمهور، 1974 م).